# Opisthostoma
Opisthostoma é um género de gastrópode  da família Diplommatinidae.
Este género contém as seguintes espécies:
- Opisthostoma acolaston Vermeulen, 1994
- Opisthostoma asyndeton Vermeulen, 1994
- Opisthostoma atalum van Benthem Jutting, 1961
- Opisthostoma auriforme Vermeulen, 1994
- Opisthostoma ballorum Vermeulen, 1991
- Opisthostoma beddomei E. A. Smith, 1904
- Opisthostoma beeartee Panha, 2004
- Opisthostoma blanki Maassen, 2002
- Opisthostoma brachyacrum F. G. Thompson, 1978
- Opisthostoma castor van Benthem Jutting, 1952
- Opisthostoma clerxi Maassen, 2002
- Opisthostoma coronatum van Benthem Jutting, 1952
- Opisthostoma crassicolle Vermeulen, 1994
- Opisthostoma cryptodon Vermeulen, 1991
- Opisthostoma deccanense R. H. Beddome, 1875
- Opisthostoma delopterum Vermeulen, 1994
- Opisthostoma devogelii Vermeulen, 1991
- Opisthostoma dihelicton Vermeulen, 1994
- Opisthostoma distortum R. H. Beddome, 1875
- Opisthostoma fairbanki W. T. Blanford, 1867
- Opisthostoma fallax van Benthem Jutting, 1961
- Opisthostoma gibbosum Vermeulen, 1994
- Opisthostoma granunculum van Benthem Jutting, 1952
- Opisthostoma hailei Solem, 1964
- Opisthostoma hemistreptum van Benthem Jutting, 1961
- Opisthostoma hemituba Vermeulen & Khalik, 2022
- Opisthostoma henki Maassen, 2003
- Opisthostoma holzmarki F. G. Thompson, 1978
- Opisthostoma hypermicrum van Benthem Jutting, 1961
- Opisthostoma javanicum van Benthem Jutting, 1932
- Opisthostoma lechria Vermeulen, 1991
- Opisthostoma linterae G. B. Sowerby III, 1896
- Opisthostoma macrostoma W. T. Blanford, 1869
- Opisthostoma megalomphalum van Benthem Jutting, 1952
- Opisthostoma michaelis van Benthem Jutting, 1952
- Opisthostoma micridium van Benthem Jutting, 1961
- Opisthostoma nilgiricum W. T. Blanford & H. F. Blanford, 1860
- Opisthostoma obtusum van Benthem Jutting, 1952
- Opisthostoma paranomom van Benthem Jutting, 1952
- Opisthostoma paulucciae Crosse & G. Nevill, 1879
- Opisthostoma perlisanum van Benthem Jutting, 1961
- Opisthostoma plagiostomum van Benthem Jutting, 1952
- Opisthostoma planiapex Vermeulen, 1991
- Opisthostoma planum Vermeulen, Marzuki & Khalik, 2022
- Opisthostoma platycephalum van Benthem Jutting, 1952
- Opisthostoma platyconcha Dumrongrojwattana, Jaroonpongsawat & Tekavong, 2023
- Opisthostoma pollux van Benthem Jutting, 1952
- Opisthostoma pulvisculum van Benthem Jutting, 1952
- Opisthostoma rotundum Vermeulen, 1994
- Opisthostoma sarawacense Gredler, 1902
- Opisthostoma secretum Maassen, 2002
- Opisthostoma semisolutum Vermeulen, 1994
- Opisthostoma simile Vermeulen, 1994
- Opisthostoma smithi Fulton, 1901
- Opisthostoma somsakpanhai Dumrongrojwattana, Jaroonpongsawat & Tekavong, 2023
- Opisthostoma subconicum Vermeulen, 1994
- Opisthostoma sulcatum Vermeulen, 1994
- Opisthostoma supinum van Benthem Jutting, 1962
- Opisthostoma tarphypleura Vermeulen, 1991
- Opisthostoma telestoma Vermeulen, 1991
- Opisthostoma tenerum van Benthem Jutting, 1952
- Opisthostoma tenuicostatum van Benthem Jutting, 1952
- Opisthostoma thersites van Benthem Jutting, 1952
- Opisthostoma tiesenhauseni Gredler, 1902
- Opisthostoma tortuosum Vermeulen, Marzuki & Khalik, 2022
- Opisthostoma trapezium van Benthem Jutting, 1952
- Opisthostoma tridens Vermeulen, 1991
- Opisthostoma uranoscopium van Benthem Jutting, 1932